# Giampiero Beccaria
Giampiero Beccaria (Brescia, 22 gennaio 1944) è un politico e imprenditore italiano.

## Biografia
Di professione Beccaria è imprenditore ma nel 1994 decide di candidarsi con Forza Italia alla carica di senatore, risultando poi eletto. È stato presidente del gruppo industriale che fa capo alla Necchi Spa e alla Banca Popolare di Lodi.

### Incarichi parlamentari
Ha fatto parte delle seguenti commissioni parlamentari: Affari costituzionali; Industria, commercio e turismo.

### Sottosegretario di Stato
È stato sottosegretario di Stato per l'Industria, commercio e artigianato nel primo governo di Silvio Berlusconi (dal 13 maggio 1994 al 16 gennaio 1995).

## Procedimenti giudiziari
Nell'ottobre 2004 la Guardia di Finanza notifica un avviso di garanzia a Beccaria a seguito di un'inchiesta che ha coinvolto il gruppo industriale di cui lui era amministratore delegato. In seguito l'ex senatore sarà condannato a tre anni di reclusione dal tribunale di Milano; gli è stato contestato il reato di bancarotta fraudolenta per il fallimento della Rimoldi Necchi Spa.
La condanna sarà successivamente annullata in seguito alla sentenza definitiva di assoluzione "perché il fatto non sussiste"  espressa dal tribunale di Milano.